# Sibetsburg
Die Sibetsburg war ursprünglich eine Seeräuberburg Edo Wiemkens an der Nordseeküste im Gebiet des damaligen Rüstringen. Die Überreste finden sich im Wilhelmshavener Stadtteil Siebethsburg (heutige Schreibweise).

## Ursprung als Seeräuberburg
Die Burg wurde als Häuptlingsburg von Edo Wiemken als Edenburg vermutlich 1383 erbaut und 1416 von seinem Enkel Sibet Lubbenson in Sibetsburg umbenannt. Sie diente lange Zeit den Vitalienbrüdern als Schlupfwinkel und war mit mehreren Wällen und Wassergräben gesichert. Sie lag im Gebiet Rüstringen in Ostfriesland an einem Meeresarm, so dass die Seeschiffe direkt anbei anlegen konnten. Die Burg wurde im Rahmen der großen Strafexpedition der Hanse wider die ostfriesischen Häuptlinge Lubbe Onneken und Hayo Harlda im Jahr 1433 erobert und schließlich 1435 geschleift und nicht wieder aufgebaut. Der Meeresarm verlandete später, heute liegt der Platz kilometerweit im Binnenland, etwa in der Mitte von Wilhelmshaven.

## Beschreibung
Das Küstenmuseum Wilhelmshaven führte zwischen 1962 und 1964 Ausgrabungen durch, die das Aussehen der Burg klären konnten. Es handelte sich bei der Sibetsburg um die Spätform einer Motte. Auf einem künstlich aufgeschütteten, 6 m hohen Hügel mit 30 m Durchmesser stand ein Wohnturm, der von Nebengebäuden umringt war. Der Turm besitzt die Maße von 14 × 12 m bei einer Fundamentstärke von 3 m. Der Innenhof war mit Ziegelsteinen gepflastert. Der Hügelfuß war von einer 2–3 m starken Wehrmauer umzogen, die wie die Turmfundamente auf einem Pfahlrost ruhte. Die Existenz von Granit- und Tuffsteinquadern im Mauerwerk der Wehrmauer lässt die Wiederverwendung von Baumaterial abgebrochener Kirchen vermuten. Vorgelagert war eine aus drei System von drei Wassergräben mit zwei dazwischen liegenden Wällen bestehende Befestigung. Westlich innerhalb des äußersten Grabens befand sich die um 1,50 m aufgeschüttete Vorburg mit den Wirtschaftsgebäuden. Die Gesamtgröße des Areals betrug ca. 210 × 175 m.  Die bei den Ausgrabungen freigelegten Baubefunde wurden konserviert.

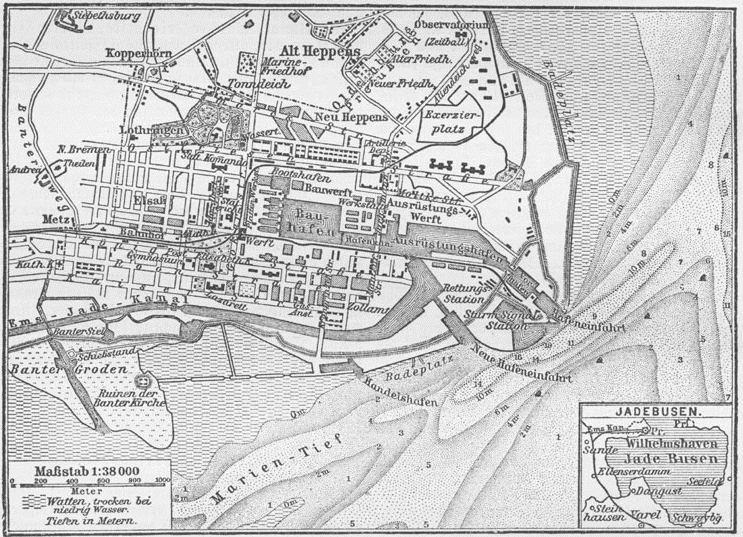
Lage auf einem alten Stadtplan in der linken oberen Ecke
Schild am Parkeingang zur Sibetsburg
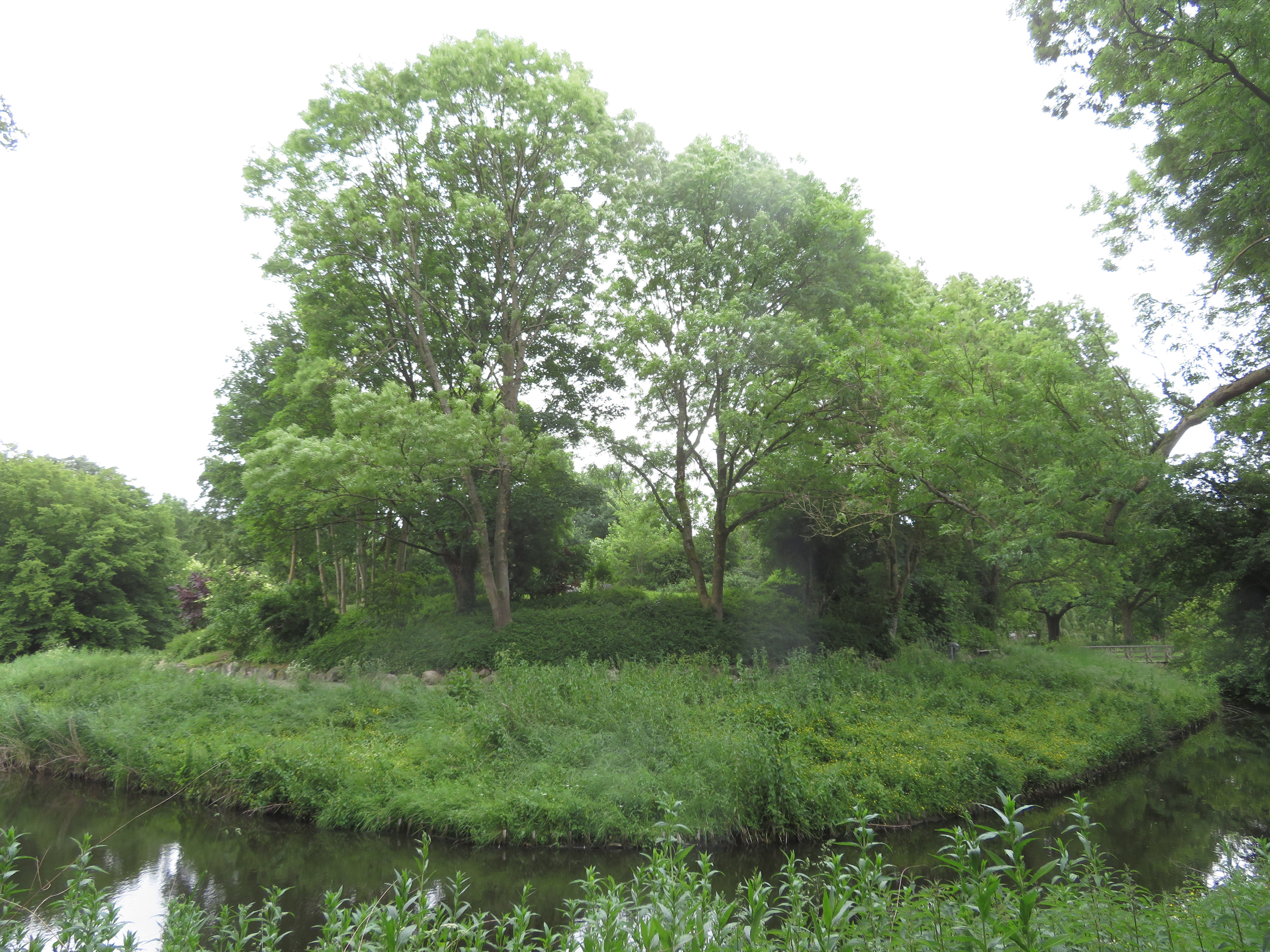
Hügel der Sibetsburg
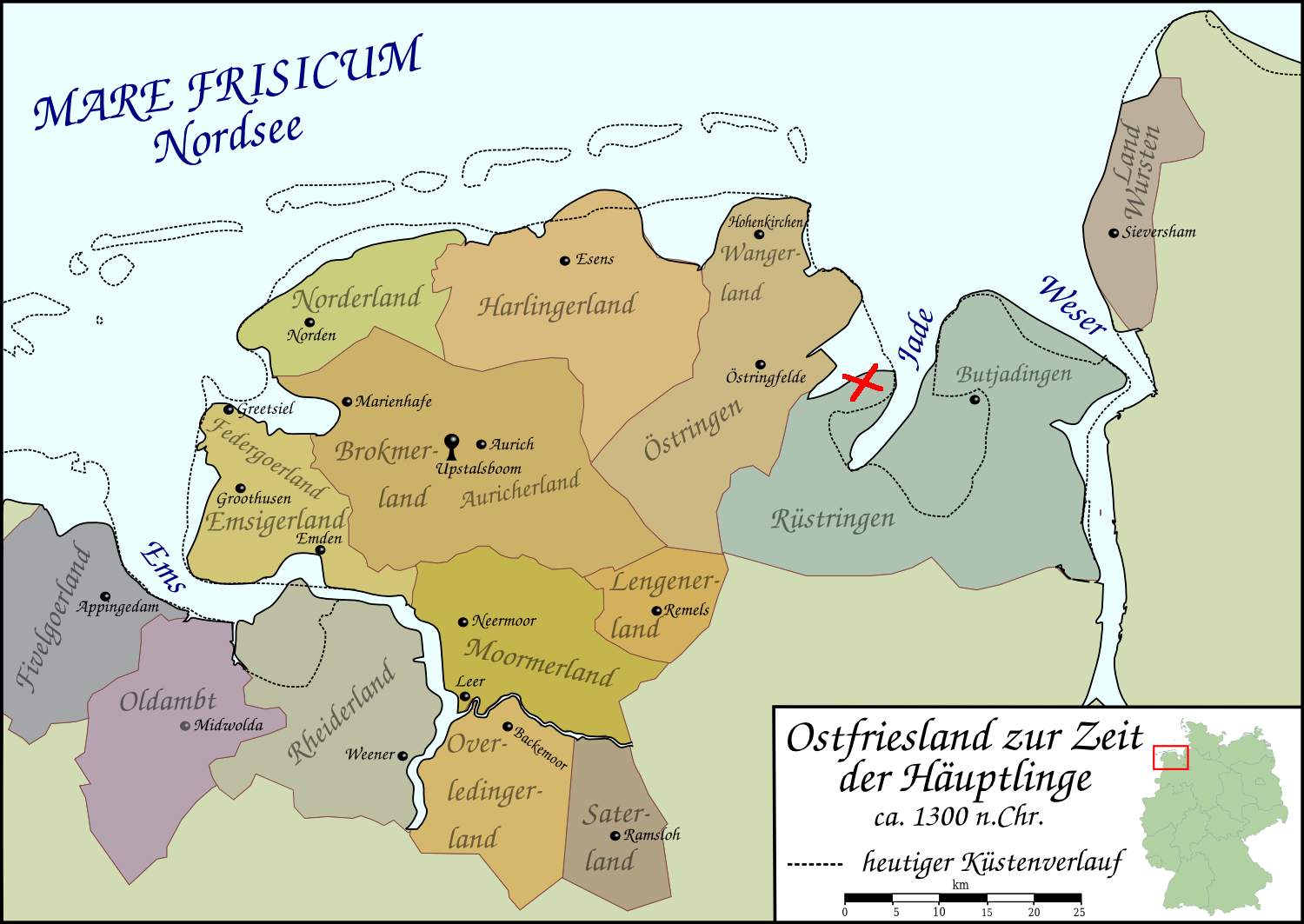
Ostfriesland um 1300, Sibetsburg markiert
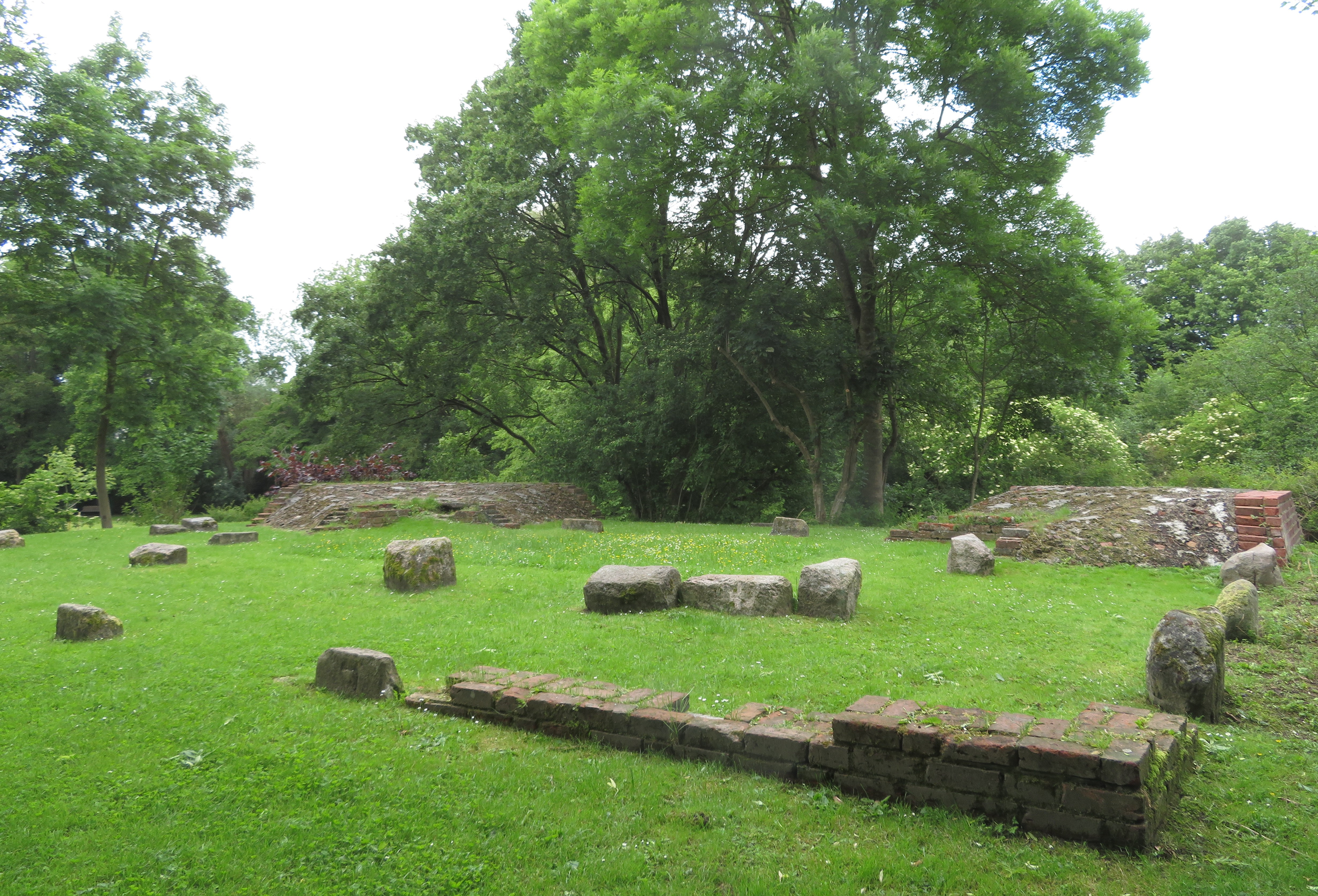
Sibetsburg 2022
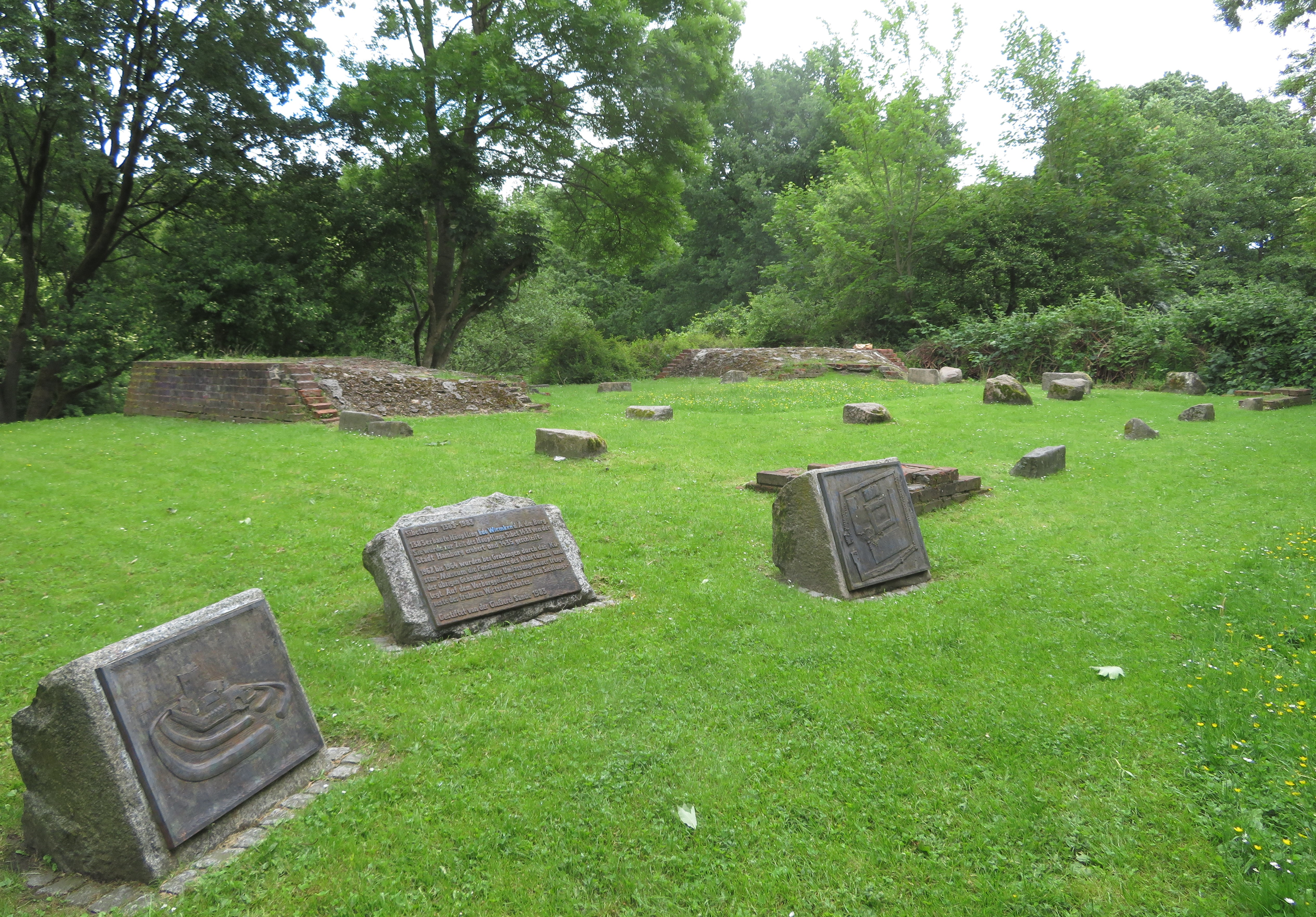
Sibetsburg, Infotafeln und Fundamente
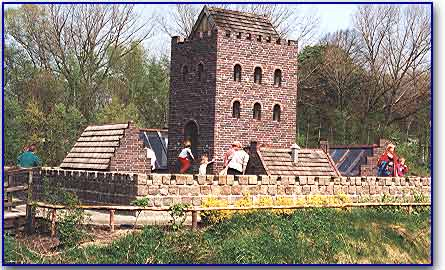
Miniaturisierte Rekonstruktion der Sibetsburg im Störtebeker Park in Wilhelmshaven
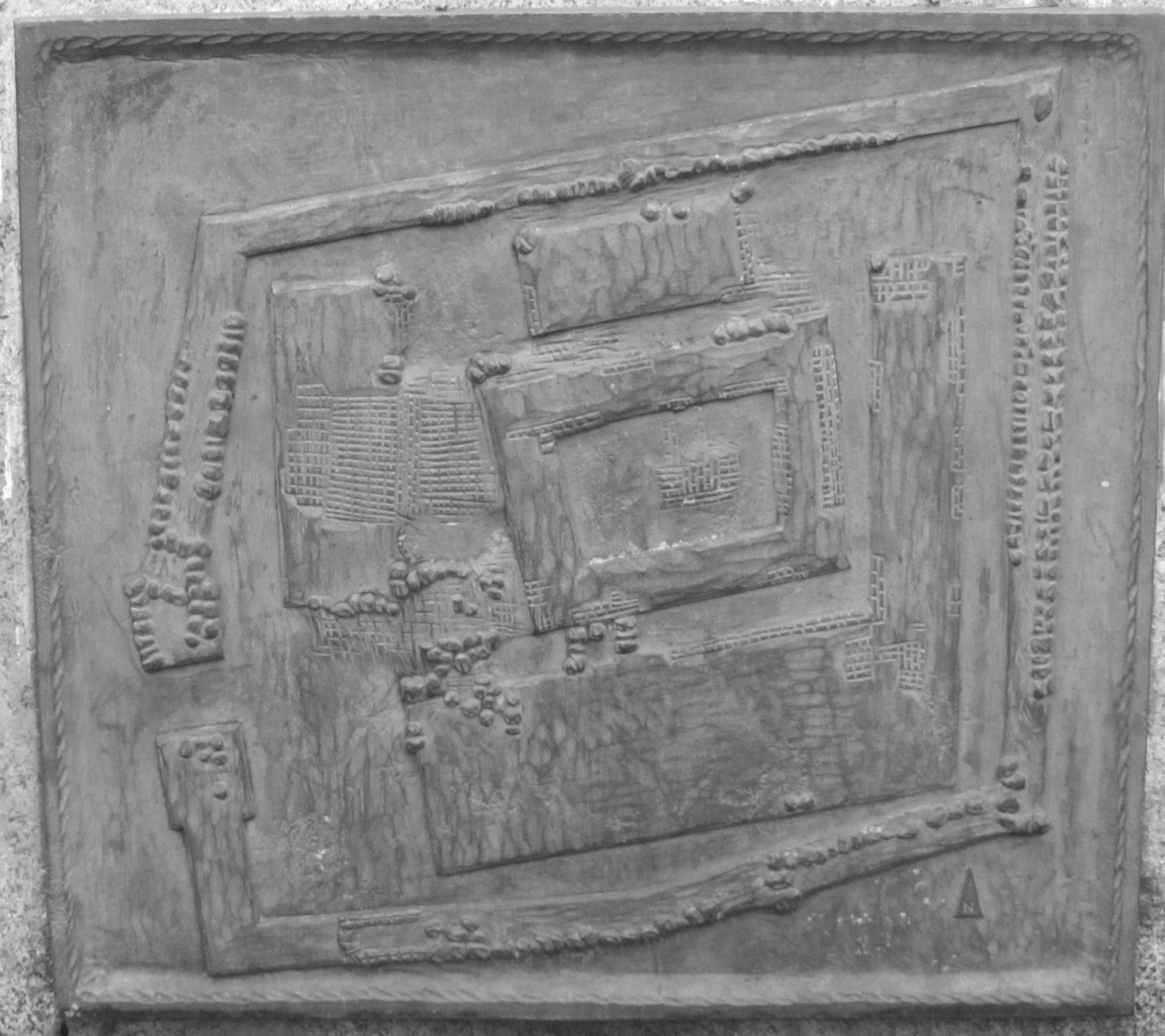
Grundriss auf Infotafel am Burghügel
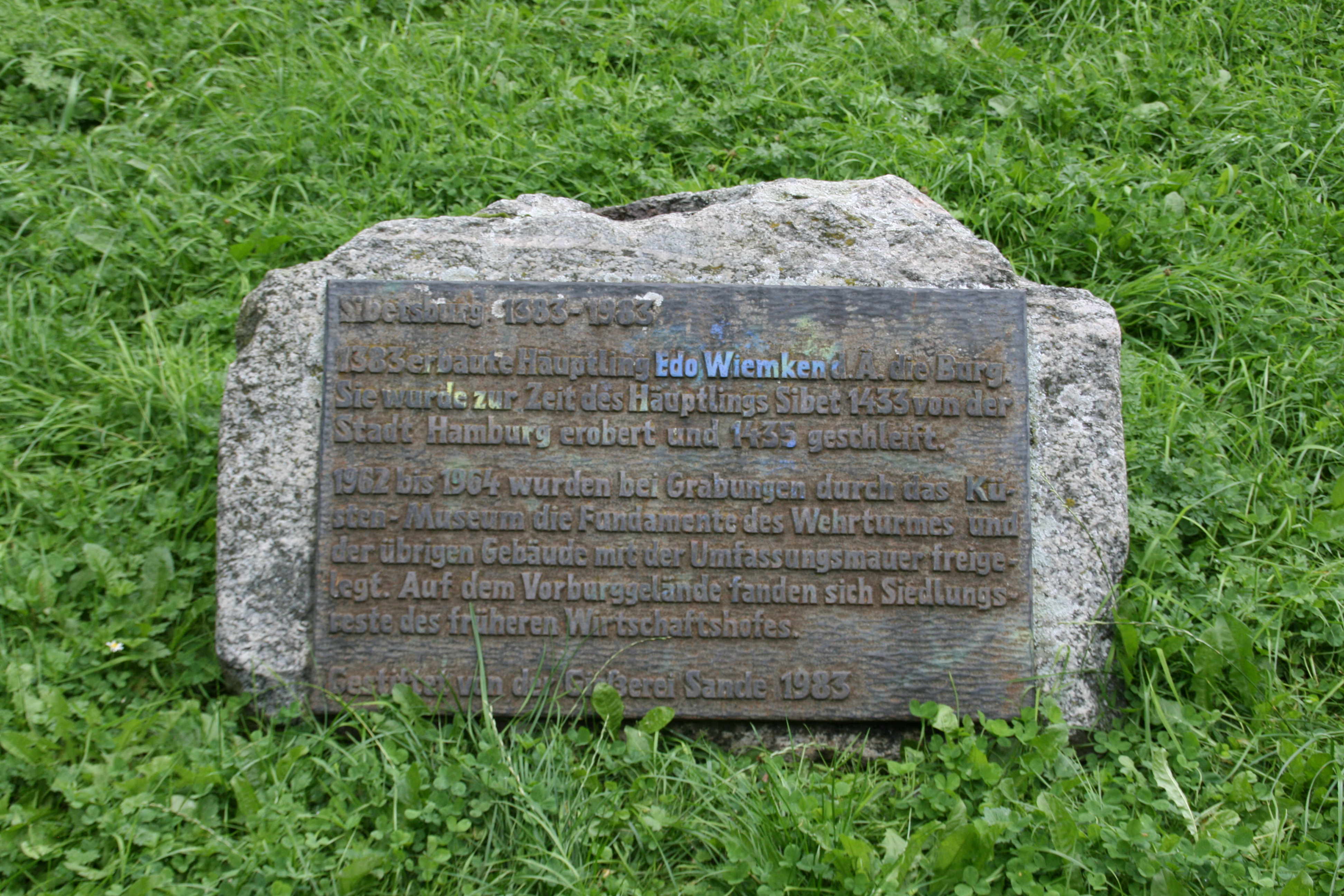
Inschriftentafel auf dem Sibetsburg-Gelände in Wilhelmshaven